# Mount Meru
Der Mount Meru ist ein Vulkan im Norden von Tansania in Ostafrika.

## Geografie

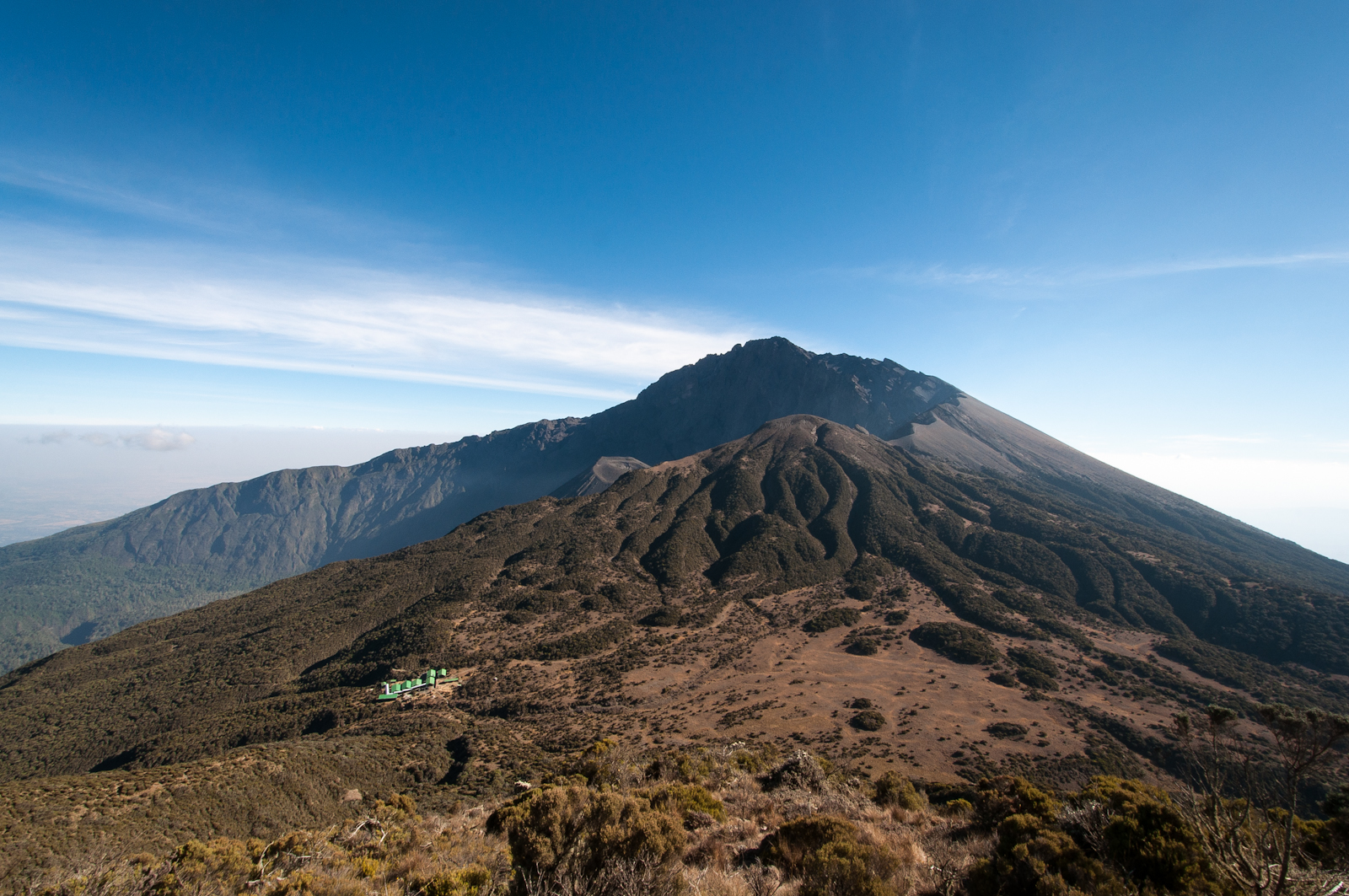
Calderarand und Gipfelregion

Mit offiziell 4562,13 Metern (manchmal auch mit 4630 oder 4566 Metern angegeben) Höhe ist der Mount Meru der dritthöchste Berg in Tansania und damit einer der höchsten Berge Afrikas. Der Berg ist etwa 65 Kilometer in südwestlicher Richtung vom Kilimandscharo entfernt. Er ist umgeben vom Arusha National Park. Südlich des Berges liegt die Stadt Arusha. Der Mount Meru ist ebenso wie das Kilimandscharo-Massiv durch vulkanische Aktivitäten entlang des Ostafrikanischen Grabenbruchs entstanden.

## Name
Der Mount Meru gehörte zum Kolonialgebiet Deutsch-Ostafrika und wurde 1901 von Carl Uhlig erforscht und 1904 zuerst von Fritz Jaeger bestiegen. In der deutschen Kolonialzeit wurde der Berg Maeru geschrieben. Als Massai-Name wird in der kolonialzeitlichen Literatur Dönjo Erok („dunkler Berg“) angegeben. Der höchste Gipfel des Mount Meru wird seit der sozialistischen Zeit Tansanias 1961 unter Julius Nyerere Socialist Peak genannt.

## Ausbrüche

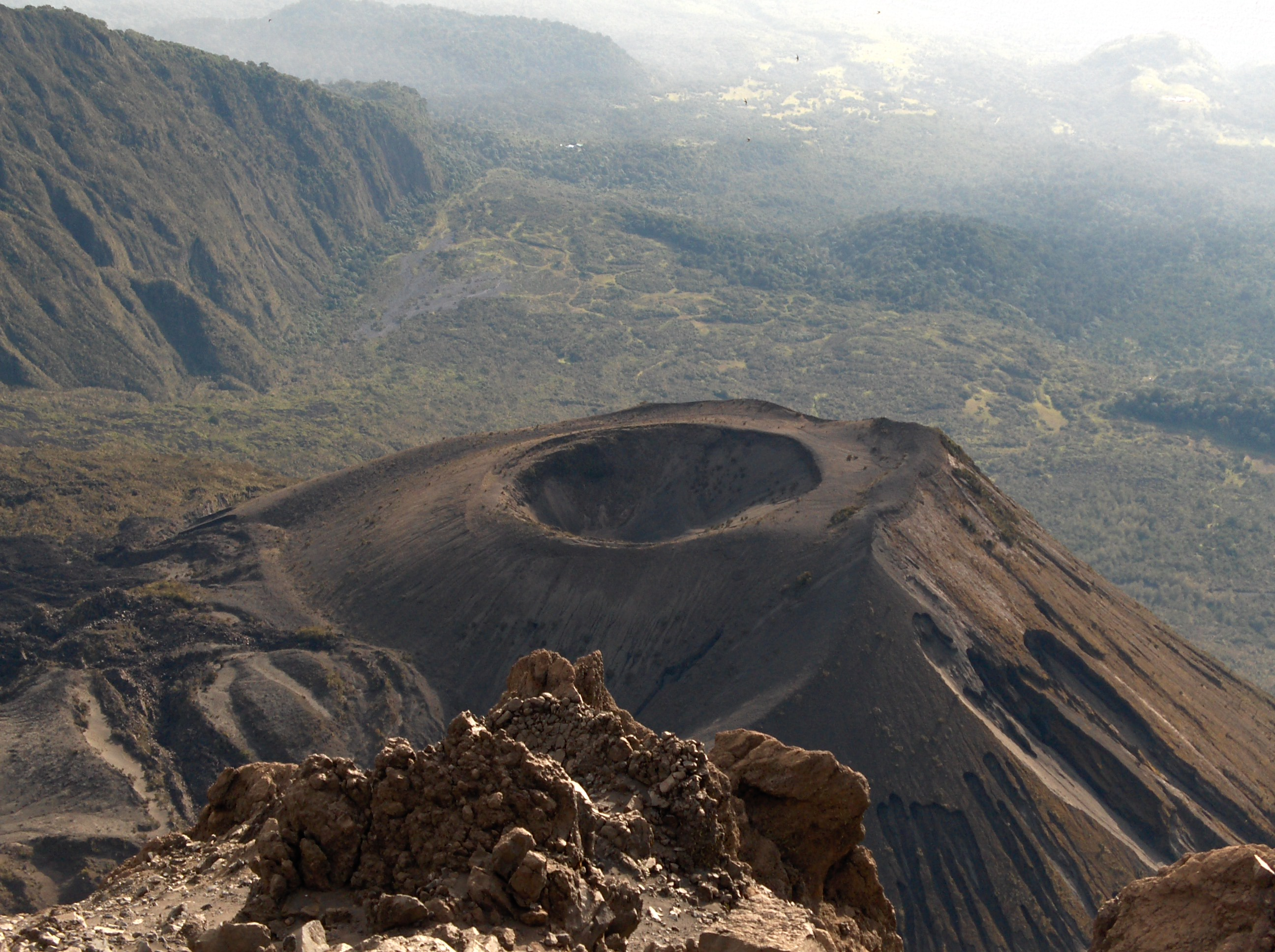
Krater Ashcone („Aschekegel“) am Mount Meru

Der Berg war ursprünglich wesentlich höher, hat jedoch einen großen Teil seines Gipfels durch einen Vulkanausbruch in Vorzeiten verloren.
Vor ca. 6000 Jahren ereignete sich eine heftige Eruption, ähnlich dem Ausbruch des Mount St. Helens 1980. Die Ostwand des Kraters kollabierte und ließ einen Strom aus Wasser, Schlamm und Steinen sich nach Osten in die Steppe ergießen. Bei diesem Ausbruch entstanden die Momella-Seen.
In den 1880er Jahren gab es einen kleineren Ausbruch, von dem der so genannte Ashcone (deutsch: Aschenkegel) herrührt, ein kleinerer Krater im Innern des großen Kraters. Die letzte kleinere Eruption war 1910. Die Caldera hat 3,5 Kilometer Durchmesser.

## Bergsteigen

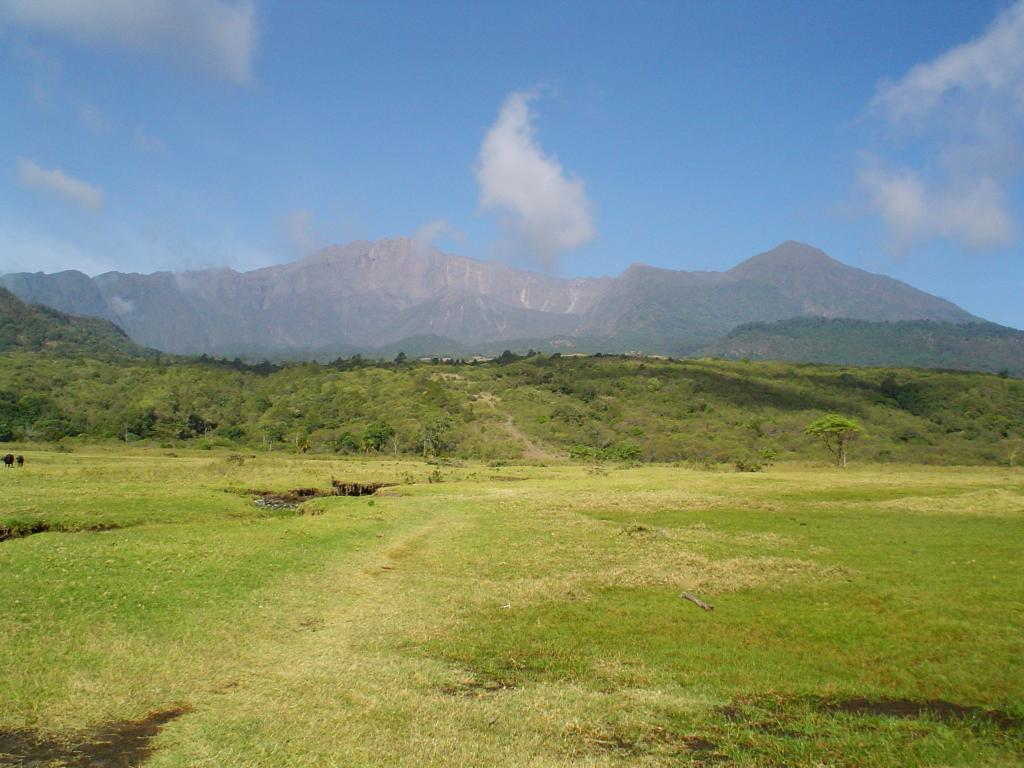
Blick vom Momella Gate auf 1600 Meter, dem Ausgangspunkt der Besteigung im Osten, Richtung Mount Meru

Die Besteigung erfordert keine besonderen technischen Fähigkeiten, aber Trittsicherheit ist gefragt. Die Besteigung ist in drei Tagen möglich. Wegen der Nähe zum Kilimandscharo steht der Mount Meru für die Touristen im Schatten seines Nachbarn. Er wird aber oft zur Gewöhnung und Akklimatisation benutzt, um danach den Kilimandscharo zu besteigen.

### Berghütten
Es gibt zwei Berghütten, die Miriakamba-Hütte (2514 m) und die Sattelhütte (3500 m).
Die Miriakamba-Hütte (englisch Miriakamba Hut) ist als erstes Etappenziel der Mount-Meru-Besteigung mit zwei Schlafhütten für Touristen und einer Schlafhütte für die Träger ausgestattet. In einer separaten Hütte befindet sich die Küche. Außerdem gibt es zwei Toilettenhäuser. Vom Momela Gate sind es etwa drei bis fünf Stunden Gehzeit.
Die Sattelhütte (englisch Saddle Hut) wird am zweiten Tag nach etwa drei bis vier Stunden Wanderung erreicht. Die Hütte liegt in einem Sattel zwischen dem Rhino Point (3800 m) und dem Little Meru (3801 m). Als kurzen Ausflug kann man letzteren noch am selben Tag in etwa 45 Minuten erreichen. Dies ist sowohl wegen der schönen Aussicht, als auch für eine bessere Höhen-Akklimatisation empfehlenswert.
Von der Saddle Hut bricht man zur Gipfeletappe üblicherweise mitten in der Nacht auf und erreicht den Rhino Point (3.800 Meter) nach einer Stunde. Nach weiteren fünf Stunden steht man auf dem Gipfel.

## Bevölkerung
In den Städten und Dörfern in der Nähe des Bergs leben die Meru.